# Neoamblyolpium giulianii
Espèce
Neoamblyolpium giulianii est une espèce de pseudoscorpions de la famille des Garypinidae.

## Distribution
Cette espèce est endémique de Californie aux États-Unis. Elle se rencontre vers Independence.

## Description
La femelle holotype mesure 2,30 mm.

## Étymologie
Cette espèce est nommée en l'honneur de Derham Giuliani.

## Publication originale
- Muchmore, 1980 : Three new olpiid pseudoscorpions from California (Pseudoscorpionida, Olpiidae). Pan-Pacific Entomologist, vol. 56,no 3, p. 161-169 (texte intégral).